# コナミノベルス
コナミノベルス（KONAMI NOVELS）は、コナミデジタルエンタテインメント（創刊時はコナミ）が刊行していたライトノベル系新書レーベル（ノベルズ）。2005年8月24日創刊。
「コミックとノベルの融合」を掲げているのが特徴で、挿し絵に漫画と同様のコマ割りや吹き出しが多用されていた。また、コンピュータゲーム原作のタイトルではコナミの自社作品だけでなく工画堂スタジオのタイトルも刊行されていた。

## タイトル一覧

### ゲームノベル
- 蒼い空のネオスフィア（霧海正悟・瀬多海人）
- サイレントヒル（山下定）
- パレドゥレーヌ（妹尾ゆふ子）
- ときめきメモリアル Girl's Side（ちゃい）

### オリジナルアニメ・特撮ヒーローノベル
- おとぎ銃士 赤ずきん（霧海正悟）
- 極上生徒会 ショートストーリーズ～実習生さま。（瀬多海人・桐生春斗・中野麻衣・持田康之）
- スカイガールズ（蕪木統文）
- スペクター（大迫純一）
- ときめきメモリアル Only Love（出海まこと・瀬多海人）
- Saint October（野坂尚史）
- 鋼鉄三国志（妹尾ゆふ子）
- 武装神姫 always together（ひびき遊）

### オリジナルノベル
- クーロンズスティグマ（出海まこと）
- メタルアジア（日高真紅）
- るり色輪廻（霧海正悟）